# Vorarlberger Straße

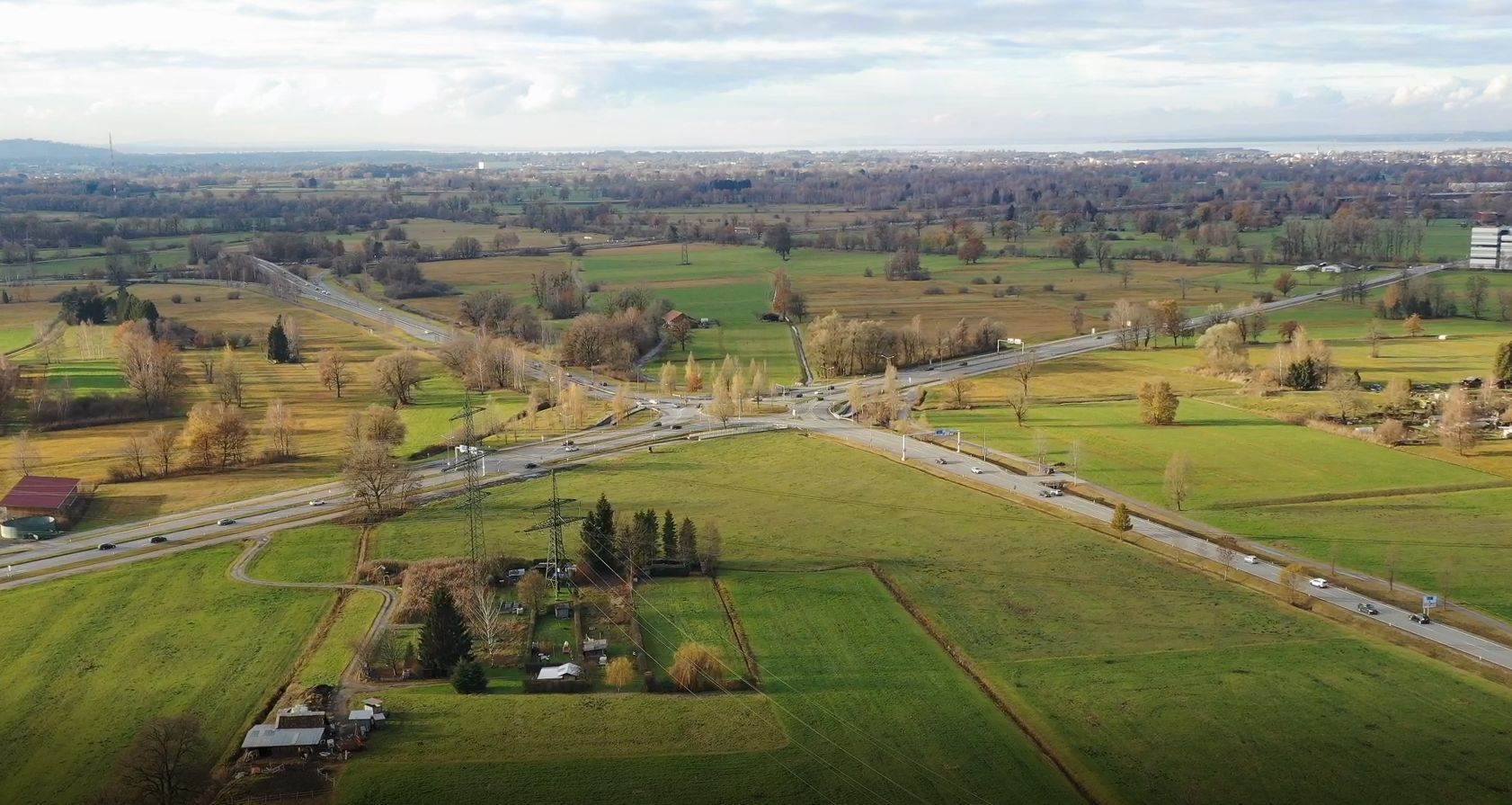
Kreisverkehr Dornbirn Nord an der L 190 mit der Autobahnauffahrt zur Rheintal/Walgau Autobahn A14 (oben) und zur Bregenzerwaldstraße L 200 Richtung Achraintunnel (unten rechts)

Die Vorarlberger Straße (L 190) ist eine Landesstraße in Österreich. Sie ist 63,7 km lang und verläuft von Bludenz über Feldkirch, Dornbirn und Bregenz bis zur Staatsgrenze zu Deutschland bei Unterhochsteg.

## Geschichte
1768–1771 entstand die neue Straße zwischen Bregenz, Dornbirn und Feldkirch.
Die Arlbergstraße ermöglicht seit 1824 den durchgehenden Straßenverkehr zwischen Tirol und Vorarlberg. Sie wurde im Kaiserreich Österreich-Ungarn als Reichsstraße VI bezeichnet.
Die Arlberger Straße gehört zu den ehemaligen Reichsstraßen, die 1921 als Bundesstraßen übernommen wurden. Das Teilstück zwischen Feldkirch und Altenstadt wurde 1926 asphaltiert. Bis 1938 wurde die Arlberger Straße als B 1 bezeichnet, nach dem Anschluss Österreichs wurde die Arlberger Straße bis 1945 als Teil der Reichsstraße 31 geführt. Ab 1948 wurde sie als Wiener Straße bezeichnet.